# Отряд самоубийц XXX: пародия Акселя Брауна
Отряд самоубийц XXX: пародия Акселя Брауна (англ. Suicide Squad XXX An Axel Braun Parody) — американский порнографический фильм 2016 года, снятый режиссёром Акселем Брауном. Фильм является порнопародией на американский супергеройский фильм Отряд самоубийц.

## Сюжет
Правительственным чиновникам поручили выполнить грязную работу, поскольку это связано с большими опасностями, они не хотят брать на себя за реализацию. Это приводит к тому, что агент секретной службы Аманда Уоллер собирает команду из пяти суперзлодеев для казни. Их задача - найти заключённого, известного как «Нулевой заключённый», который находится в лечебнице Аркхэм. Частью группы, которую возглавляет Катана, являются персонажи Дэдшот, Киллер Фрост, Капитан Бумеранг и Харли Квинн. Оказавшись внутри Лечебницы Аркхем, команда пытается найти так называемого «Нулевого заключённого». Однако оказывается, что "Нулевой заключённый" — печально известный Джокер. Теперь для команды становится ещё важнее выполнить миссию. Особенно, когда команду предает один человек, видимо, по приказу сотрудника спецслужб.

## В ролях
- Клейо Валентьен в роли Харли Квинн
- Аса Акира в роли Катаны
- Райли Стил в роли Чаровницы
- Анна Белл Пикс в роли Киллер Фрост
- Кэти Кисс[исп.] в роли Ядовитого плюща
- Томми Пистол в роли Джокера
- Чарльз Дера в роли Бэтмена
- Сет Гэмбл в роли Капитана Бумеранга[англ.]
- Оуэн Грей в роли Загадочника
- Лексингтон Стил в роли Дэдшота
- Наоми Банкс в роли Аманды Уоллер
- Алек Найт[исп.] в роли Рика Флэга

## Список сцен
1. Клейо Валентьен и Аса Акира[2]
2. Райли Стил и Сет Гэмбл[3]
3. Анна Белл Пикс и Кэти Кисс[4]
4. Аса Акира и Лексингтон Стил[5]
5. Клейо Валентьен, Томми Пистол и Чарльз Дера[6]

## Производство
Режиссёр и продюсер фильма Аксель Браун анонсировал фильм 21 мая 2016 года, раскрыв небольшие детали работы и поделившись актёрским составом и планами на фильм, по плану фильм должен был выйти в один день с оригинальным фильмом, по которому и делалась порнопародия. Это первый фильм компании Wicked Pictures снятый в 4K Ultra HD. Релиз для сайта Wicked состоялся 3 августа, а релиз на DVD 13 августа 2016 года.

## Релиз
После выхода, фильм удостоился множества наград в различных категориях, а также удостоен звания «фильм года» трижды. Успех своего проекта Аксель Браун объясняет тем, что благодаря большой маркетинговой компании оригинального фильма, пародия смогла выделиться среди других проектов.

## Отзывы
Сайт Fleshbot положительно отозвался о фильме, похвалив юмор, сюжет и диалоги. В конце рецензии похвалив режиссёра и отметив что фильм ни оставит ни одного поклонника франшизы равнодушным.
Алексей Ионов из «Мир Фантастики» отметил что фильм верен первоисточнику больше, чем фильм Дэвида Эйра.
Сайт Esquire.kz включил фильм в топ-7 выдающихся порнопародий на кинобестселлеры.

## Награды и номинации
| Год  | Церемония        | Результат | Номинация                                             | Получатель(-и)                              | Примечания |
| ---- | ---------------- | --------- | ----------------------------------------------------- | ------------------------------------------- | ---------- |
| 2016 | NightMoves Award | Победа    | First Choice Awards                                   | н/д                                         | [ 14 ]     |
| 2017 | DVDerotik Award  | Победа    | Порнофильм года                                       | н/д                                         | [ 15 ]     |
| 2017 | AVN Award        | Победа    | Лучшая пародия                                        | н/д                                         | [ 16 ]     |
| 2017 | AVN Award        | Победа    | Лучшая актриса                                        | Клейо Валентьен                             | [ 16 ]     |
| 2017 | AVN Award        | Победа    | Лучшее несексуальное выступление                      | Наоми Банкс                                 | [ 16 ]     |
| 2017 | AVN Award        | Победа    | Фильм года                                            | н/д                                         | [ 16 ]     |
| 2017 | AVN Award        | Победа    | Лучшая сцена секса втроём                             | Томми Пистол, Чарльз Дера и Клейо Валентьен | [ 16 ]     |
| 2017 | AVN Award        | Победа    | Лучшее художественное направление                     | Аксель Браун                                | [ 16 ]     |
| 2017 | AVN Award        | Победа    | Лучший режиссёр - пародия                             | Аксель Браун                                | [ 16 ]     |
| 2017 | AVN Award        | Победа    | Лучший макияж                                         | Кэмми Эллис, Мэй Куп                        | [ 16 ]     |
| 2017 | AVN Award        | Победа    | Лучший сценарий - пародия                             | Аксель Браун                                | [ 16 ]     |
| 2017 | AVN Award        | Номинация | Лучший актёр                                          | Томми Пистол                                | [ 17 ]     |
| 2017 | AVN Award        | Номинация | Лучший монтаж                                         | Аксель Браун и Клаудия Росс                 | [ 17 ]     |
| 2017 | AVN Award        | Номинация | Лучшая маркетинговая кампания - Индивидуальный проект | н/д                                         | [ 17 ]     |
| 2017 | AVN Award        | Номинация | Лучший саундтрек                                      | н/д                                         | [ 17 ]     |
| 2017 | AVN Award        | Номинация | Лучший актёр второго плана                            | Сет Гэмбл                                   | [ 17 ]     |
| 2017 | XBIZ Award       | Победа    | Пародия года                                          | н/д                                         | [ 18 ]     |
| 2017 | XBIZ Award       | Победа    | Режиссёр года — пародия                               | Аксель Браун                                | [ 18 ]     |
| 2017 | XBIZ Award       | Победа    | Лучший актёр — пародия                                | Сет Гэмбл                                   | [ 18 ]     |
| 2017 | XBIZ Award       | Номинация | Лучший актёр — пародия                                | Томми Пистол                                | [ 19 ]     |
| 2017 | XBIZ Award       | Номинация | Лучший актёр — пародия                                | Лексингтон Стил                             | [ 19 ]     |
| 2017 | XBIZ Award       | Номинация | Лучшая актриса — пародия                              | Клейо Валентьен                             | [ 19 ]     |
| 2017 | XBIZ Award       | Номинация | Лучшая актриса второго плана                          | Анна Белл Пикс                              | [ 19 ]     |
| 2017 | XBIZ Award       | Номинация | Лучшее несексуальное выступление                      | Наоми Банкс                                 | [ 19 ]     |
| 2017 | XBIZ Award       | Номинация | Лучшая секс сцена – пародия                           | Райли Стил и Сет Гэмбл                      | [ 19 ]     |
| 2017 | XBIZ Award       | Номинация | Сценарий года                                         | Аксель Браун                                | [ 19 ]     |
| 2017 | XBIZ Award       | Номинация | Лучшая операторская работа                            | Аксель Браун, Хэнк Хоффман и Шон Ривера     | [ 19 ]     |
| 2017 | XBIZ Award       | Номинация | Лучшее художественное направление                     | н/д                                         | [ 19 ]     |
| 2017 | XBIZ Award       | Номинация | Лучшие спецэффекты                                    | н/д                                         | [ 19 ]     |
| 2017 | XBIZ Award       | Номинация | Лучшая музыка                                         | н/д                                         | [ 19 ]     |
| 2017 | XBIZ Award       | Номинация | Лучший монтаж                                         | н/д                                         | [ 19 ]     |
| 2017 | XBIZ Award       | Номинация | Маркетинговая кампания года                           | н/д                                         | [ 19 ]     |
| 2017 | Inked Award      | Победа    | Фильм года                                            | н/д                                         | [ 20 ]     |
| 2017 | NightMoves Award | Победа    | Лучшая пародия                                        | н/д                                         | [ 21 ]     |
| 2017 | NightMoves Award | Победа    | Лучшая актриса                                        | Клейо Валентьен                             | [ 21 ]     |
| 2017 | NightMoves Award | Победа    | Лучший актёр                                          | Томми Пистол                                | [ 21 ]     |